# Perdita reperta
Perdita reperta är en biart som beskrevs av Timberlake 1968. Perdita reperta ingår i släktet Perdita och familjen grävbin. Inga underarter finns listade i Catalogue of Life.